# Hardstyle
A hardstyle (Hard Dance) elektronikus zenei stílus, amely a 2000-es évek elején alakult ki a (hard) trance-ből és a hardcore technóból. A hardstyle mint zene külföldön már rendkívül nagy népszerűségnek örvend. Elsősorban Hollandiában, Olaszországban, Németországban és Belgiumban a közkedvelt.
Sokan hasonlítják a technóhoz, pedig attól eltér. Sokkal dallamosabb, és annál sokkal keményebb, talán a "Hard" szó utal is erre.
A stílust torz dobhang, illetve basszus jellemzi. Hollandiában és Belgiumban alakult ki. Az első hardstyle bulik 1999. végén, 2000. elején kerültek megrendezésre Hollandiában, amiket nem sokra rá német és olasz partyk követtek. Jó ideig a 
Hardstyle producerek zömét Hardcore DJ-k alkották, akik karrierüket megújítandó avanzsáltak át az új stílushoz. A méltán híres Sensation Black partysorozat fő stílusaként aposztrofált Hardstyle speciális elegyét alkotja a Hardhouse-nak és a Hardtrance-nek, ami az ezredforduló óta évről évre egyre nagyobb népszerűségre tesz szert, javarészt köszönhetően az előbb említett Sensation Black-nek, másrészt pedig annak, hogy a kluboknak újra megnőtt az igénye a keményebb hangzású, de könnyen táncolható zenékre. A hirtelen jött siker után sokan fel is hagytak a Hardcore techno-val, hogy tisztán a Hardstyle-ra koncentrálhassanak. 2007-ben pedig kialakult a Hardstyle végleges formája, amely az early hangzáshoz képest már eltérőbb, nyújtott dob ütemek és melódiák jellemzik. (A téves Nustyle elnevezés a hardstyle berkein belül nem elfogadott, nem létező dolog).
2009-ben a Scooter az Under The Radar Over The Top című albumát legfőképp a hardstyle stílusnak szentelte. A Scooterre jellemző módon ez a hardstyle előadók szerzeményeinek feldolgozását, tulajdonképpen egy az egyben való átemelését jelentette. Ez a hardstyle rajongók részéről nagy felháborodást keltett, azonban pozitívumként felfogható, hogy így a hardstyle, mint zenei stílus, szélesebb körben is ismertté és népszerűvé vált.
2009 végén, a Hardstyle-on belül időnként megszokott újító hullám hatásaként, új hangzásokkal kísérletezgettek a stílus nagyjai. Az egyik ezek közül az Undersound, ami az Olasz Technoboy és Tuneboy által kitalált ötvözete a Lento Violento és a Hardstyle stílusnak. A Lentora jellemző lassú ütem és elnyújtott dob és bassline jellemzi az introban, míg a zene melódia részére ismételten felgyorsul az ütem.
A másik műfaj a Dubstyle, ami a Dubstep és a Hardstyle sajátos egyvelege.
2013-ra a világon egyre népszerűbbé vált a műfaj. Ausztráliában, Amerikában is szerveznek hatalmas bulikat. A műfaj több elé szakadt, jobbára a populárisabb (pl. Headhunterz, Brennan Heart, Wildstylez, Noisecontrollers ) műfaj hódít, de egyre népszerűbb a Raw is, ami a keményebb Hardstyle szerelmeseinek okoz feledhetettlen perceket (pl. Adaro, Gunz for Hire, B-Front)

## Néhány kiadó
- Art of Creation
- Scantraxx Recordz
- Fusion Records
- A2 Records
- Dirty Workz
- Hard With Style Records
- Keep It Up^ Music
- WE R Music
- Minus Is More
- Titanic Records
- Theracords
- Spoontech
- Unite
- Q-Dance Records
- b2s Records
- X-Bone Records

## Ismertebb előadók
| - Act of Rage - Adaro - Adrenalize - Alpha² - Atmozfears - Audiofreq - Audiotricz - Bass Modulators - B-Front - Blutonium Boy - Brennan Heart / Blademasterz / Unknown Analoq - Code Black - Coone - Crypsis - D-Block & S-Te-Fan - Da Tweekaz - Deepack | - DJ Isaac - DJ Scope - DJ Stephanie - Donkey Rollers (Zany & MC DV8 & Jowan) - D-Sturb - E-Force - Frequencerz - Frontliner - Gunz For Hire (Ran-D & Adaro) - Harris & Ford - Headhunterz - Keltek - Kronos - Luna - Noisecontrollers - Project One (Headhunterz & Wildstylez) - Psyko Punkz | - Radical Redemption - Ran-D - Sound Rush - Sub Zero Project - Tatanka - Technoboy / Aceto, DJ Gius - The Pitcher - The Prophet - TNT (Technoboy 'N' Tuneboy) - Toneshifterz - Tuneboy - Warface - Wasted Penguinz - Wildstylez - Zany - Zatox |

### Magyar előadók
- Siderunners
- Dr. Skull
- Denoiser
- Outragers
- Adam Bass
- Nu-Clear
- Subrage
- Erekhron
- HardPlay
- Cordy
- ZnDo
- Wenson
- Skywex

### Magyar Díjak
A Hungarian Hardstyle által szervezett közösségi szavazáson 2024-ben először díjazták a hazai hardstyle színtér legkiemelkedőbb szereplőit az alábbi kategóriákban:
- Legjobb Magyar Hardstyle Lemezlovas 2024: Subrage
- Legjobb Magyar Hardstyle Zene 2024: Subrage – In The Ground
- Legjobb Magyar Hardstyle Bulisorozat 2024: Hardstyle Revolution
- Legjobb Nemzetközi Hardstyle Lemezlovas 2024: Da Tweekaz és Sub Zero Project (holtversenyben)

## Rendezvények
Ezen felsorolt rendezvények (a nagyobb címek a szervezőcsapat nevére utalnak) a Hardstyle legnagyobb DJ-it összegző legnagyobb hatású összejövetelei.

### ID&T
- Mysteryland
- Sensation Black (2008 óta "Black") (Megszűnt)

### b2s
- Decibel Outdoor Festival
- Hardbass
- Knock Out!
- Euphoria
- Thrillogy
- Loudness
- Pussylounge

### Q-Dance
- Defqon.1 Festival
- In Qontrol
- The Qontinent
- Q-Base
- Qapital
- X-Qlusive
- Qlimax
- Qountdown
- Tomorrowland (Q-Dance Stage)
- Electric Love Festival (Q-Dance Stage)
- Mysteryland (Q-Dance Stage)

### Bass Events
- Adrenaline
- Bassleader
- Bass Events Outdoor
- Reverze

### High Energy Event
- Definition Hardcore
- Phr3ak
- Raw Definition
- Hard Definition
- Megawatt Festival
- Hardshock Festival
- Megabase Outdoor Festival ( "Digital Punk" Unleashed Outdoor Festival )
- Kingdance
- Dance4Liberation
- Liberator
- Fusion Of Dance
- 100% Hot

### Magyar rendezvények
- Hardstyle Revolution
- World is Mine (Black Edition)
- Electric Riot